# 伊藤京子 (タレント)
伊藤 京子（いとう きょうこ、1989年11月28日 - ）は、セント・フォースに所属する日本の女性タレント。

## 経歴
1989年11月28日、愛知県名古屋市出身。兄と妹がいる。金城学院大学情報文化学科在籍中に愛知県のローカルタレントとしてデビューを果たす。
大学在籍中の2011年7月より東海テレビのローカル情報番組『スタイルプラス』にアシスタントとして2012年3月まで出演していた経歴を持つ。同番組出演中に番組の企画もあって名古屋ウィメンズマラソンに出場、5時間26分12秒で完走した。また、JR東海のコマーシャル・メッセージにも出演した。
2012年3月の大学卒業を機に、「テレビキャスターの仕事をもっとしたい」という意欲から東京への進出を目指し、セント・フォースのタレント発掘オーディション『セント・フォース アナウンサー発掘プロジェクトinオリ☆キャス』に応募、最終審査会でグランプリに選出された。
オーディション合格後に拠点を東京へ移し、セント・フォース傘下のスプラウトに所属。数年間はNHK-BSのスポーツ中継ナビゲーターを中心に出演。
2014年4月1日付でセント・フォースに転籍。
2014年からは「Ole！アルディージャ」のアシスタントを4年間務める。
同時期からテレビ東京［モーニングサテライト］に出演。
2017年からはTBS［はやドキ！］に出演。
2020年6月8日、自身のInstagramにて結婚したことを発表。2021年8月18日、出演番組内（グリーンチャンネル地方競馬中継）にて第1子妊娠及び産休に入ることを発表した。

## 出演番組

### 学生時代
- 『スタイルプラス』（東海テレビ、2011年7月3日 - 2012年3月25日）

### 東京進出以後
- 2014 FIFAワールドカップ・アジア予選
- 女子ハンドボール ロンドンオリンピック世界最終予選
- U-23サッカー日本代表　 トゥーロン国際大会
- 女子アイスホッケー ソチオリンピック世界最終予選

いずれもNHK BS1での中継スタジオアシスタント
- Ole! アルディージャ（テレビ埼玉、2014年1月17日 - 2017年3月31日）
- ニュースモーニングサテライト　サブキャスター（水・木・金曜）（テレビ東京、2014年4月2日 - ）
- はやドキ!（TBSテレビ、2017年4月 - ）
- グリーンチャンネル地方競馬中継（グリーンチャンネル、2020年4月 -）